# Pływanie artystyczne na Letnich Igrzyskach Olimpijskich 2024 – drużyny
Konkurs drużyn w pływaniu artystycznym (synchronicznym) podczas XXXIII Letnich Igrzysk Olimpijskich w Paryżu odbył się w dniach 5-7 sierpnia 2024. Do rywalizacji przystąpiło 80 sportowców z 10 krajów. Arena zawodów było Olimpijskie Centrum Wodne w Saint-Denis. Mistrzyniami olimpijskimi zostały Chinki, wicemistrzyniami Amerykanki, a brąz zdobyły Hiszpanki.
Był to VIII olimpijski konkurs drużyn w pływaniu synchronicznym.

## Tło
Po raz pierwszy na igrzyskach olimpijskich dopuszczono mężczyzn do startu w rywalizacji drużynowej w pływaniu artystycznym (synchronicznym). W każdej ośmioosobowej drużynie mogło wystąpić maksymalnie dwóch mężczyzn. Żadna z drużyn nie skorzystała jednak z tego prawa i w konkursie wystąpiły tylko kobiety.
Z powodu wykluczenia z igrzysk Rosji w wyniku jej inwazji na Ukrainę w 2022, w konkursie nie wystartowały Rosjanki, które wygrywały wszystkie olimpijskie konkursy drużyn w pływaniu synchronicznym od igrzysk w Sydney w 2000.

## Terminarz
godziny zostały podane w czasie CEST
| Data            | Godzina | Runda                |
| --------------- | ------- | -------------------- |
| 5 sierpnia 2024 | 19:30   | Program techniczny   |
| 6 sierpnia 2024 | 19:30   | Program dowolny      |
| 7 sierpnia 2024 | 19:30   | Program akrobatyczny |

## System rozgrywek
Drużyny wykonały trzy układy: techniczny, dowolny i akrobatyczny. Wynikiem końcowym była suma punktów uzyskanych za wszystkie trzy układy.

## Wyniki
|  | Chang Hao Feng Yu Wang Ciyue Wang Liuyi | Wang Qianyi Xiang Binxuan Xiao Yanning Zhang Yayi |

|  | Anita Alvarez Jaime Czarkowski Megumi Field Keana Hunter | Audrey Kwon Jacklyn Luu Daniella Ramirez Ruby Remati |

|  | Txell Ferré Marina García Polo Lilou Lluís Valette Meritxell Mas | Alisa Ozhogina Paula Ramírez Iris Tió Blanca Toledano |

|  | Laelys Alavez Anastasia Bayandina Ambre Esnault Laura Gonzalez | Romane Lunel Eve Planeix Charlotte Tremble Laura Tremble |

|  | Moe Higa Moeka Kijima Uta Kobayashi Tomoka Sato | Ayano Shimada Ami Wada Mashiro Yasunaga Megumu Yoshida |

|  | Scarlett Finn Audrey Lamothe Jonnie Newman Raphaelle Plante | Kenzie Priddell Claire Scheffel Jacqueline Simoneau Florence Tremblay |

|  | Regina Alférez Fernanda Arellano Nuria Diosdado Itzamary González | Joana Jiménez Samanta Rodríguez Jessica Sobrino Pamela Toscano |

|  | Linda Cerruti Marta Iacoacci Sofia Mastroianni Enrica Piccoli | Lucrezia Ruggiero Isotta Sportelli Giulia Vernice Francesca Zunino |

|  | Carolyn Rayna Buckle Georgia Courage-Gardiner Raphaelle Gauthier Kiera Gazzard | Margo Joseph-Kuo Anastasia Kusmawan Zoe Poulis Milena Waldmann |

|  | Farida Abdelbary Mariam Ahmed Nadine Barsoum Amina Elfeky | Hanna Hiekal Salma Marei Sondos Mohamed Nehal Saafan |